# Adelmannsfelden
Adelmannsfelden – miejscowość i gmina w Niemczech, w kraju związkowym Badenia-Wirtembergia, w rejencji Stuttgart, w regionie Ostwürttemberg, w powiecie Ostalb, wchodzi w skład wspólnoty administracyjnej Ellwangen (Jagst). Leży w Lesie Szwabsko-Frankońskim, ok. 15 km na północny zachód od Aalen.